# Куп европских нација
Куп европских нација (енгл. European Nations Cup) је европско првенство у рагбију за европске репрезентације слабијег квалитета које нису у купу шест нација. У овом такмичењу учествује и српска рагби јунион репрезентација.

## О такмичењу
Један циклус купа европских нација траје две године. Репрезентације су подељене у седам дивизија, првопласирана иде у јачу дивизију, а последњепласирана испада у још слабију дивизију, игра се двокружно по систему свако са сваким код куће и на страни. Победа вреди четири бода, нерешено два бода, један бонус бод се добија за постигнута четири есеја на једној истој утакмици и један бонус бод се добија за пораз мањи од осам разлике.
Дивизија 1А
Грузија,
Румунија,
Шпанија,
Русија,
Португал,
Немачка.
Дивизија 1Б
Молдавија,
Белгија,
Пољска,
Холандија,
Украјина,
Шведска.
Дивизија 2А
Чешка,
Хрватска,
Швајцарска,
Малта,
Израел.
Дивизија 2Б
Литванија,
Летонија,
Кипар,
Мађарска,
Андора.
Дивизија 2Ц
Словенија,
Луксембург,
Аустрија,
Србија,
Данска.
Дивизија 2Д
Босна и Херцеговина,
Финска,
Бугарска,
Норвешка,
Турска.
Дивизија 3
Белорусија,
Естонија,
Црна Гора,
Словачка,
Грчка.